# Кити Уелс
Кити Уелс (на английски: Kitty Wells) е американска певица.
Родена е на 30 август 1919 година в Нашвил в семейството на работник в железниците. Занимава се с музика от ранна възраст, а през 1937 година се жени за начинаещия кънтри певец Джони Райт, с когото започва първите си турнета. През 1952 година с песента си „It Wasn't God Who Made Honky Tonk Angels“ става първата жена с национална известност в кънтри музиката. До средата на 60-те години е сред водещите изпълнители в жанра, често наричана „Кралицата на кънтри музиката“.
Кити Уелс умира от инсулт в Мадисън, Тенеси на 16 юли 2012 година.